# 平井理央
平井理央（1982年11月15日—），出身於東京都。日本富士電視台前體育播報員，前偶像藝人、演員、模特兒。

## 經歷
出生於東京都，家庭成員有父母和一個姐姐。1989年因父親工作的緣故，曾在印度孟買留學一年。
中學時期作為Exceed Alpha International的模特兒出道。1998年作為東京電視台兒童節目《Oha Suta》的吉祥物「早安女孩」的一員活躍，並成為時尚雜誌《Pichilemon》的專屬模特兒。
2003年曾作為常規演員演出朝日電視台電視劇《迷糊動物醫生》。
先後就讀於東京學藝大學附属大泉小學校、東京學藝大學附属大泉中學校、東京學藝大學附属高等學校、慶應義塾大學法學部法律學科，大學畢業後2005年加入富士電視台成為播音員。從偶像藝人轉職為主播，一時間成為社會熱議話題。2006年接任退社的內田恭子擔任《SPORT!》的播報員。
2006年的大熱電影《大奧》，平井作為富士電視網28局31位代表主播之一參與演出。2007年11月與後輩本田朋子、松尾翠一同主持世界盃排球賽的情報資訊節目《通向世界盃排球賽之路》，三人組成「排球三人娘」。
2008年北京奧運會排球比賽預選賽，與TBS主播小林麻耶共同主持部分相關節目。
參加了東京馬拉松2009，以5小時1分35秒完成全程。
2006年，被雜誌《FRIDAY》刊登與同電視台前輩、任職導播的蜜谷浩彌到輕井澤的旅行照片。2012年7月兩人發表結婚消息，平井於同年9月退職。

## 其它
- 興趣是聽音樂、看電影、西式服裝裁縫、閱讀和午睡（與其他人相比睡得特別熟）。
- 喜歡的電影有：新天堂樂園、月亮與高麗菜（日语：月とキャベツ）、星際大戰四部曲：曙光乍現、哆啦A夢系列及ONE PIECE。
- 擅長英語、彈鋼琴、料理（尤其是作菓子）。
- 通過英語檢定2級，並持有潛水C卡、駕照。
- 是左撇子。
- 與搞笑組合東方收音機中田敦彥是高校和大學時期的同級生。
- 音盲，多次在富士女主播歌唱比賽中排在墊底幾位。
- 2009年12月17日播出的嵐的大運動會挑戰單元「管從天降」中，主持團體嵐的成員櫻井翔表示與她的姊姊是慶應義塾大學的同級生，知道她們姐妹很多事情。
- 以治癒的笑容、修長的美腿著稱，2009年12月19日播放的《Rio's pickup》，穿著超短熱褲採訪棒球新星菊池雄星，採訪期間菊池心神恍惚，平井的穿著受到外界批評。[2]
- 2011年2月13日播放的《SPORT!》，與久保純子一同吃香蕉，被批評容易聯想到性動作。

## 外部連結
- 富士電視台 平井理央